# John Hilton
John Hilton, född 25 juni 1947, är en engelsk före detta bordtennisspelare och europamästare i singel.
Han var med i Europa Top 12 en gång och kom då på 12:e och sista plats.

## Meriter
- Bordtennis EM
  - 1978 i Duisburg 
    - 2:a plats med det engelska laget

  - 1980 i Bern
    - 1:a plats singel

- Europa Top 12
  - 1981 i Miskolc: 12:e plats